# Fevzi Çakmak
El Mareşal Mustafa Fevzi Çakmak (12 de enero de 1876-10 de abril de 1950) fue un mariscal de campo turco (Mareçal) y político de la misma nación. Se desempeñó como jefe del Estado Mayor entre 1918 y 1919 y más tarde, como ministro de la Guerra del Imperio otomano en 1920. Más tarde se unió al Gobierno provisional de la Gran Asamblea Nacional y se convirtió en el vice primer ministro, ministro de Defensa Nacional y más tarde como primer ministro de Turquía de 1921 a 1922. Fue el segundo jefe del Estado Mayor general del Gobierno provisional de Ankara y el primer jefe del Estado Mayor de la República de Turquía.
Mustafa Fevzi se graduó en la Escuela de Guerra como capitán y fue asignado al 4.º Departamento del Estado Mayor con veintidós años. Participó en numerosas batallas durante la caída prolongada del Imperio Otomano, tales como la primera guerra de los Balcanes y la batalla de Monastir. Fue nombrado jefe del V Cuerpo en la defensa de Galípoli, durante la cual su hermano menor murió en la batalla de Chunuk Bair. Ascendió a bajá y jefe de Estado Mayor del Imperio otomano después de la Primera Guerra Mundial y fue designado jefe de las tropas del Primer Ejército de Inspección en 1919 por el gran visir Ahmet Tevfik Okday. Después de servir brevemente como ministro de la Guerra en 1920, Fevzi se unió a la disidente Gran Asamblea Nacional de Ankara en calidad de diputado por Kozan.
Fue designado ministro de Defensa Nacional y primer ministro por Mustafa Kemal Paşa en 1920, y obtuvo numerosas victorias militares durante la guerra de Independencia Turca, entre las que destaca la de la batalla de Sakarya. Sucedió a Mustafa Kemal como primer ministro en 1921; renunció en 1922 para participar en la batalla de Dumlupinar, en la que volvió a vencer. Fue nombrado mariscal de campo (Mareşal) en 1922 por recomendación de Mustafa Kemal. Había sucedido a Ismet Inönü como general jefe del Estado Mayor en agosto de 1921 y continuó sirviendo como tal después de que se proclamase la República de Turquía en 1923. Con la adopción del apellido "Çakmak", pareció ser candidato para suceder a Mustafa Kemal Atatürk como el presidente de Turquía a la muerte de este en 1938, pero el cargo lo obtuvo İnönü. Siguió sirviendo como jefe de Estado Mayor hasta 1944; a continuación, desempeñó el cargo de diputado del Parlamento de Estambul por el Partido Democrático. Más tarde abandonó a los demócratas y cofundó el Partido de la Nación, presidido por Osman Bölükbaşı. Fevzi Çakmak sigue siendo, junto con Mustafa Kemal Atatürk, uno de los dos únicos mariscales de campo de Turquía. Falleció en 1950.
| Predecesor: Mustafa Kemal Atatürk | Primer ministro de Turquía 1921-1922 | Sucesor: Rauf Orbay |